# Virgin Hyperloop
Virgin Hyperloop (раніше Hyperloop Technologies, Hyperloop One і Virgin Hyperloop One) — американська компанія, що розробляє високошвидкісні пасажирські потяги. Розташована в Лос-Анджелесі, працює над концепцією Hyperloop — високошвидкісного пасажирського потяга у вакуумній трубі, який має досягти швидкості до 670 миль/год (1080 км/год, у підвісного — 1100 км/год).

## Власники
Контрольний пакет належить дубайському конгломерату DP World.

## Історія
Концепція Hyperloop була опублікована в серпні 2013 Ілоном Маском. Компанія Virgin Hyperloop заснована у 2014.
У травні 2016 Hyperloop One запустила конкурс проєктів майбутніх маршрутів вакуумного потяга«Hyperloop One Global Challenge». У півфіналі було розглянуто 35 маршрутів.
11 травня 2016 у пустелі штату Невада компанія провела перше успішне випробування Hyperloop.
14 вересня 2016 Virgin Hyperloop One оприлюднила список з десяти маршрутів, де в перспективі можуть з'явитися високошвидкісні вакуумні траси. 10 запланованих маршрутів знаходяться в 5 країнах: США, Канада, Мексика, Велика Британія та Індія.
8 листопада 2020 Virgin Hyperloop здійснив першу в історії подорож із пасажирами в пустелі Невади. Однак у лютому 2022 року компанія відмовилася від планів щодо перевезення пасажирів і натомість зосередилася на вантажних перевезеннях.
2022 року в компанії працювало понад 200 осіб.
У грудні 2023 року стало відомо, що компанія закрила офіс у Лос-Анджелесі, а працівників планували звільнити до кінця року.

### В Україні
22 лютого 2018 року міністр інфраструктури Володимир Омелян заявив про заснування Центру транспортних інновацій HypeUA, який має створити тестовий майданчик для реалізації проєкту вакуумно-пасажирського потяга Hyperloop в Україні.14 жовтня 2017 року компанія була переіменована на Virgin Hyperloop One то раніше була просто під назвою Hyperloop One.